# 秋元近史
秋元 近史（あきもと ちかし、1932年 - 1982年4月4日）は、日本テレビの元ディレクター・プロデューサー。

## 人物
井原高忠の下で日本テレビ草創期からバラエティ番組作りに関わり、『シャボン玉ホリデー』などの演出を手がけた。
父は俳人の秋元不死男、叔母は劇作家の秋元松代。
1986年に秋元へのオマージュとして、『シャボン玉ホリデー』のリメイク版が制作され、『木曜スペシャル』枠内で放映される。

## 経歴
1955年、ウイリー・ジェームス（後のウイリー沖山）とブルー・レンジャーズにスティール・ギタリストとして加入。1956年、明治大学商学部卒業、農機具会社に就職。
1957年1月、堀威夫、井原高忠の紹介で、日本テレビに入社。1958年、井原高忠の下『光子の窓』のフロアディレクターを担当。1961年、『シャボン玉ホリデー』の演出を担当（～1972年）。1965年、井原、都築忠彦らと共に『11PM』の企画に参加。1976年、日本テレビ音楽学院副学院長に就任。
日本テレビ子会社に出向していた1982年、都内のビルから飛び降り自殺（享年49）。

## 作詞
- 日本テレビの歌（1961年）
- こっちを向いて（1963年、ザ・ピーナッツ）
- さすらいの丘（1965年、布施明の2枚目のシングルレコード）